# Benedetta Lommi
Benedetta Lommi (Roma, 7 aprile 1999) è una calciatrice italiana, difensore della Res Women.

## Carriera

### Club
Nata a Roma nel 1999, ha esordito in Serie B a 14 anni con la Lazio CF, il 18 gennaio 2015, giocando titolare nel successo per 3-2 sul campo del Salento Women alla 14ª giornata di campionato. Ha chiuso la sua prima stagione in carriera con 4 presenze ed un 7º posto in classifica.
Nella stagione successiva è passata alla Lazio Women, che aveva acquisito il titolo sportivo della Lazio storica, rimanendo quindi in Serie B. Ha debuttato il 18 ottobre 2015, giocando dal 1' nella sconfitta per 9-0 in trasferta contro il Chieti, alla 1ª di campionato. Ha segnato il suo primo gol in carriera il 10 gennaio 2016, realizzando al 75' la rete che accorcia le distanze nella sconfitta per 2-1 sul campo dell'Eleonora Folgore all'8ª giornata di Serie B. Ha terminato dopo 2 stagioni con 31 gare giocate e 4 reti segnate, arrivando due volte 7ª.
Nell'estate 2017 è andata a giocare in Serie A alla Res Roma. Ha esordito nella massima serie alla 1ª di campionato il 30 settembre in casa contro il Valpolicella, entrando all' 89' al posto di Flaminia Simonetti e vincendo per 3-0. Ha realizzato la sua prima rete il 13 dicembre nel 2º turno di Coppa Italia, segnando il 2-0 al 16' nella vittoria per 6-0 in trasferta contro il Nebrodi. Ha chiuso la stagione con 21 presenze e 1 gol, arrivando all' 8º posto in classifica
Dopo la cessione del titolo sportivo della Res Roma, è passata all'A.S. Roma, venendo aggregata alla squadra Primavera come fuoriquota.
Nell'estate 2019 decide di provare l'esperienza negli Stati Uniti, dove entra nella Louisiana Tech University di Ruston, per studiare e giocare con la squadra universitaria, le Bulldogs.

## Statistiche

### Presenze e reti nei club
Statistiche aggiornate al 12 maggio 2018.
| Stagione        | Squadra         | Campionato      | Campionato | Campionato | Coppe nazionali | Coppe nazionali | Coppe nazionali | Coppe continentali | Coppe continentali | Coppe continentali | Altre coppe | Altre coppe | Altre coppe | Totale | Totale |
| Stagione        | Squadra         | Comp            | Pres       | Reti       | Comp            | Pres            | Reti            | Comp               | Pres               | Reti               | Comp        | Pres        | Reti        | Pres   | Reti   |
| --------------- | --------------- | --------------- | ---------- | ---------- | --------------- | --------------- | --------------- | ------------------ | ------------------ | ------------------ | ----------- | ----------- | ----------- | ------ | ------ |
| 2014-2015       | Lazio CF        | B               | 4          | 0          | CI              | ?               | ?               | -                  | -                  | -                  | -           | -           | -           | 4      | 0      |
| 2015-2016       | Lazio           | B               | 18         | 3          | CI              | ?               | ?               | -                  | -                  | -                  | -           | -           | -           | 18     | 3      |
| 2016-2017       | Lazio           | B               | 13         | 1          | CI              | ?               | ?               | -                  | -                  | -                  | -           | -           | -           | 13     | 1      |
| Totale Lazio    | Totale Lazio    | Totale Lazio    | 31         | 4          | -               | ?               | ?               | -                  | -                  | -                  | -           | -           | -           | 31     | 4      |
| 2017-2018       | Res Roma        | A               | 19         | 0          | CI              | 2               | 1               | -                  | -                  | -                  | -           | -           | -           | 21     | 1      |
| 2018-2019       | Roma            | A               | 0          | 0          | CI              | ?               | ?               | -                  | -                  | -                  | -           | -           | -           | 0      | 0      |
| Totale carriera | Totale carriera | Totale carriera | 54         | 4          | -               | 2               | 1               | -                  | -                  | -                  | -           | -           | -           | 56     | 5      |